# Tipula (Microtipula) discophora
Tipula (Microtipula) discophora is een tweevleugelige uit de familie langpootmuggen (Tipulidae). De soort komt voor in het Neotropisch gebied.